# East Ilsley
East Ilsley è un villaggio e parrocchia civile dell'Inghilterra, appartenente alla contea del Berkshire.